# Diglossa lafresnayii
El pinchaflor satinado (en Ecuador y Perú) (Diglossa lafresnayii), también denominado diglosa lustrosa (en Colombia), picaflor lustroso (en Colombia) o roba néctar lustroso (en Venezuela), es una especie de ave paseriforme de la familia Thraupidae, perteneciente al numeroso género Diglossa. Es nativo de regiones andinas del noroeste de América del Sur.

## Distribución y hábitat
Se distribuye de forma disjunta a lo largo de la cordillera de los Andes, desde el oeste de Venezuela (desde Lara), por los Andes orientales y centrales de Colombia, por Ecuador, hasta el extremo norte de Perú (Cajamarca).
Esta especie es considerada bastante común en sus hábitats naturales: los matorrales y bosques bajos de los páramos andinos, es más numerosa cerca de la línea de árboles, principalmente en altitudes entre los 2700 y 3700 m; su curioso pico indica que es un ave que se alimenta de néctar.

## Sistemática

### Descripción original
La especie D. lafresnayii fue descrita por primera vez por el ornitólogo francés Auguste Boissonneau en 1840 bajo el nombre científico Uncirostrum La Fresnayii; su localidad tipo es: «Santa Fé de Bogotá, Colombia».

### Etimología
El nombre genérico femenino Diglossa proviene del griego «diglōssos» que significa de lengua doble, que habla dos idiomas; y el nombre de la especie «lafresnayii» conmemora al ornitólogo francés Frédéric de Lafresnaye (1783–1861).

### Taxonomía
Es monotípica. Los amplios estudios filogenéticos recientes demuestran que la presente especie es hermana de Diglossa gloriosissima, y el par formado por ambas es hermano de Diglossa mystacalis.